# 로저 로하스
로헤르 파브리시오 로하스 라소(스페인어: Roger Fabricio Rojas Lazo, 1990년 5월 2일 ~ )는 온두라스의 축구 선수로 포지션은 공격수이며 현재 콜롬비아 카테고리아 프리메라 A의 데포르테스 톨리마와 온두라스 축구 국가대표팀에서 활약하고 있다.

## 선수 경력

### 클럽
2007년 고향팀인 CD 올림피아에 입단하며 프로에 입문한 후 2014년부터 2016년까지 사우디 프로리그 에티파크 FC, 멕시코 리그 클루브 네칵사에서 임대 선수로 23경기 9골을 기록한 것을 제외하고 2017년까지 줄곧 한팀에서만 뛰며 119경기 70골을 터뜨리며 소속팀인 올림피아에 온두라스 프로리그 6회 우승, 2017년 CONCACAF 리그 우승 및 2018년 CONCACAF 챔피언스리그]] 진출 티켓을 선사했다. 그리고 2017 시즌 종료 후 코스타리카 프리메라 디비시온의 LD 알라후엘렌세로 이적하여 2019년까지 68경기에서 37골을 터뜨리는 맹활약을 펼쳤고 이러한 활약에 힘입어 2019년 8월 20일 아제르바이잔 프리미어리그의 사바 FC로 이적하면서 프로 데뷔 후 처음으로 유럽 무대를 밟았지만 11경기에서 단 1골도 넣지 못하고 입단 4개월만인 12월 26일에 아제르바이잔을 떠났다. 그리고 아제르바이잔을 떠난 후 2020년 알라후엘렌세의 감독이었던 에르난 토레스 감독이 이끄는 콜롬비아 카테고리아 프리메라 A의 데포르테스 톨리마로 전격 이적하며 토레스 감독과 재회했다.

### 국가대표팀
2007년 온두라스 U-17 대표팀으로 9골을 기록했고 2008년부터 2009년까지 온두라스 U-20 대표팀으로 13골을 뽑아냈으며 2009년 FIFA U-20 월드컵 본선에도 출전하였다. 그리고 2010년 9월 4일 라이벌팀인 엘살바도르와의 친선 경기에서 국제 A매치 데뷔전을 치르자마자 A대표팀 데뷔골을 신고했고 한달 후인 10월 12일 과테말라와의 친선 경기에서도 득점을 기록했다. 또한 2013년 6월 11일 자메이카와의 2014년 FIFA 월드컵 북중미카리브 지역 최종 예선 5차전에서 팀의 2번째 득점을 터뜨리며 2-0 완승에 일조했다.